# Tremoctopodidae
Tremoctopodidae zijn een familie van weekdieren uit de klasse van de Cephalopoda (inktvissen).

## Geslacht
- Tremoctopus delle Chiaje, 1830

### Synoniemen
- Philonexis d'Orbigny, 1835 => Tremoctopus delle Chiaje, 1830